# Australopithecus anamensis
Australopithecus anamensis – wymarły ssak naczelny, hominid. Żył około 4 mln lat temu w Afryce. Przez niektórych uczonych zaliczany jest do ardipiteków (jako Ardipithecus anamensis), inni uważają go za bezpośredniego ewolucyjnego następcę ardipiteków.

## Odkrycie

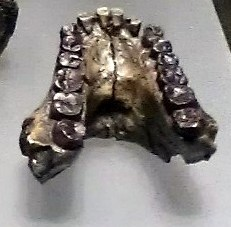
Żuchwa A. anamensis

W roku 1965 Bryan Patterson w Kanapoi nad jeziorem Rudolfa (Turkana) w Kenii odkrył szczątki datowane na ok. 4 mln lat, początkowo sklasyfikowane jako A. afarensis. Dopiero w roku 1995 zostały one zakwalifikowane przez kenijską paleoantropolog Meave Leakey jako nowy gatunek – Australopithecus anamensis (z powodu różnic anatomicznych szczątków okazów tegoż gatunku i okazów innych gatunków australopiteków).
Nazwę zawdzięcza przynależności do rodzaju Australopithecus i jezioru Rudolfa, w pobliżu którego jego szczątki znaleziono (w języku turkana anam znaczy jezioro).

## Opis
Znany z nielicznych szczątków kopalnych, przede wszystkim fragmentów żuchwy, szczęki, kości ramieniowej i części kości podudzia. Wszystko wskazuje na to, że chodził w pozycji wyprostowanej.
Skamieniałości A. anamensis wykazują cechy wspólne zarówno ze współczesnymi szympansami jak i z ludźmi. Szczęki A. anamensis są prymitywne (obie połowy łuku zębowego blisko siebie), żuchwa podobna do szympansiej. Zęby pokryte grubym szkliwem jak u innych australopiteków, co odróżnia je od zębów afrykańskich małp człekokształtnych. Przewód słuchowy niewielki, czym przypomina szympansy. Mimo że o milion lat starszy, staw kolanowy A. anamensis przypomina staw innych dwunożnych australopiteków (np. Australopithecus afarensis).